# 福井市体育館
福井市体育館（ふくいしたいいくかん）は、福井県福井市にある屋内スポーツ施設である。

## 施設
主な施設として、以下のものがある。
- バスケットボールコート2面
- バレーボールコート3面
- バドミントン10面
- 卓球台24台
- ハンドボールコート1面
- テニスコート3面
- フットサルコート1面
- 駐車場80台分

そのほか、会議室や壁面収納のステージ、観覧席も設けられている。

## 交通アクセス
- 京福バス「田原町」「体育館前」下車。
- すまいるバス「田原町駅」より徒歩5分。
- えちぜん鉄道「田原町駅」より徒歩3分
- 福井鉄道「田原町駅」より徒歩3分